# Guillem March

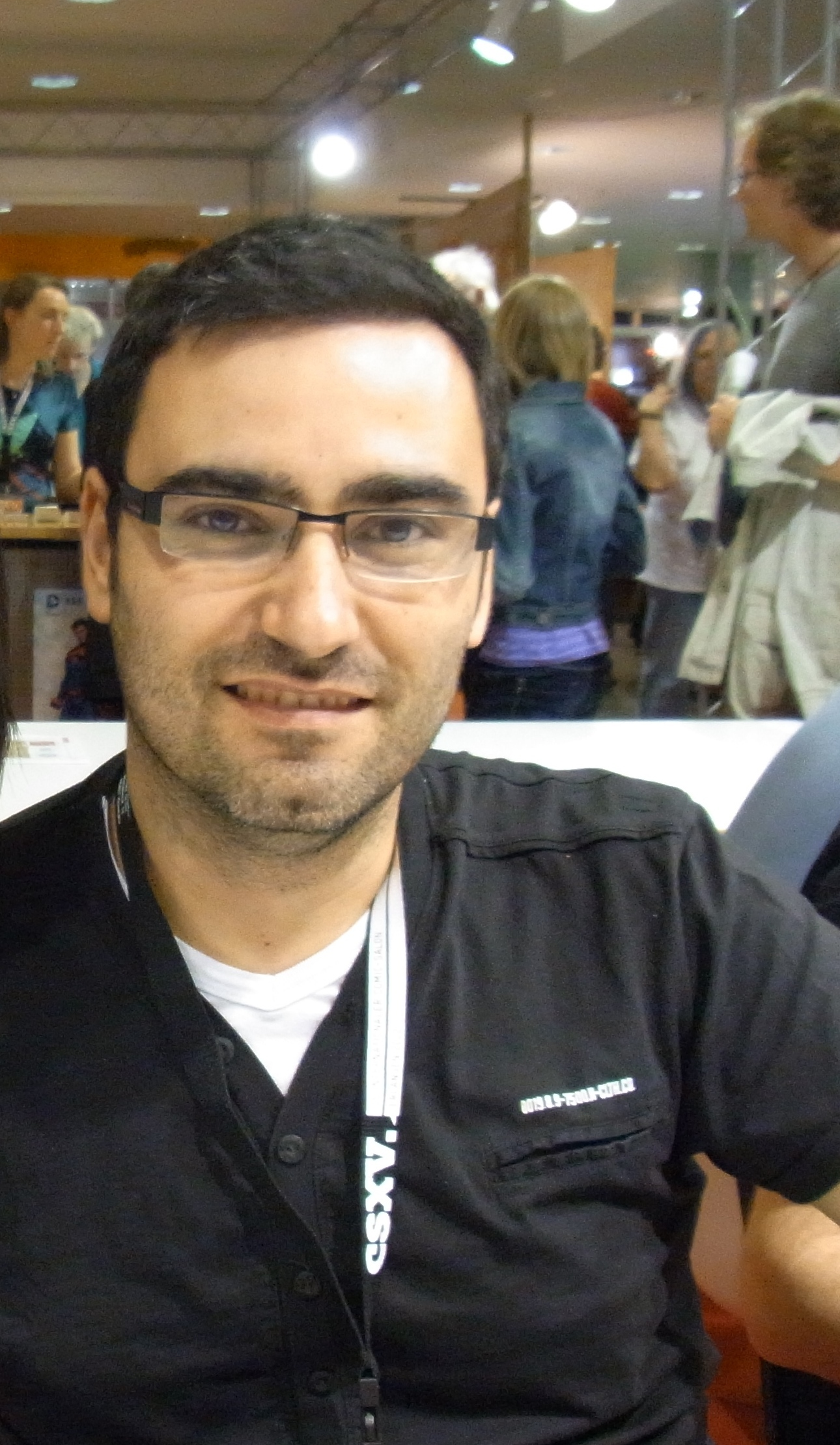
Gillem March en el Salón del Cómic, en Erlangen, junio 2012

Guillem March (Palma de Mallorca, 1979) es un historietista e ilustrador español.

## Biografía
Estudió diseño gráfico y económicas, pero la ilustración y el mundo del cómic han sido siempre su vida. Es totalmente autodidacta.
Guillem March comenzó a despuntar en el mundo del cómic mallorquín con unas tiras de un diario universitario, y en 1999 empezaron a llegar los premios de Artjove. Volvió a ganar en 2001 compartido con Cañizales, en 2002 compartido con Alex Fito y en 2005, los huecos se deben a que la organización no dejaba presentarse al año siguiente a los ganadores.
Tanto Fan Fight Force como la serie que desarrolló en Ediciones Dolmen remitían de forma directa al universo freaky, a los mundos cruzados de los aficionados al manga, los superhéroes y otros productos de serie B. Solía mezclar influencias y desde entonces los aires del Japón ya estaban, algo hasta el momento poco habitual en Baleares, pero también incluye toques americanos y toda una serie de herramientas mestizas para desarrollar su arte.
Durante su colaboración con Ed. Dolmen, juega constantemente al pastiche, siendo capaz de imitar perfectamente los estilos de Peter Bagge y Dilbert: Haciendo amigos 2 y Haciendo amigos 4.
En 2001 comenzó su etapa en el Diario de Mallorca, que pone en marcha una sección dominical agrupando el trabajo de dos jóvenes autores: Jaume Balaguer y Guillem March. Si el primero, realizaba una serie "para niños", recurriendo al mundo familiar, March se embarcó en una serie para adolescentes. La primera de una larga saga, que le llevaría hasta 2006. A Sofía le siguen Ana, Victoria y finalmente Laura. En el proceso, Guillem comienza a utilizar los recursos digitales, introduciendo fotografías que él mismo hace para los fondos, manipulándolas con mucho cuidado. Al acabar las tiras en el diario, se reeditaron en formato comic-book, lo que facilitó su seguimiento, bastante complicado en el dominical del periódico.
En 2008 conjuntamente con Jaime Herrera creó Días grises en la versión de Dolmen y Jours Gris en la versión francesa de Paquet. Una historia totalmente diferente a las anteriores: un thriller de trama oscura muy cercano a Alfred Hitchcock.
Últimamente trabaja para la editorial estadounidense DC Comics en un especial de Poison Ivy, seguido de una historia en dos partes que se publicó en Detective Comics 851 y Batman 684.

## Premios
- I Concurso de Cómic de Igualada (1 º)
- II Concurso de Cómic de Igualada (1 º)
- IV Salón del Manga de Barcelona
- Artjove 1999, primer premio
- Artjove '2001, mejor cómic
- Artjove '2002, mejor cómic
- Artjove '2005, mejor cómic
- Rey Jaime I de Calviá 2005: cómic (1 º)

## Exposiciones
- Literacómic
- Cómic Joven
- IV Salón del Manga de Barcelona
- Coma '1999
- Artjove '1999
- Coma '2000
- Artjove '2001
- Artjove '2002
- Todo de Cabeza
- Icopi
- Artjove '2005
- Premios Rey Jaime I de Calviá '2005

## Obra

### Prensa
- Neko
- No Badis
- Diario de Baleares
- Rifirafe
- Diario de las Buenas Noticias
- ¡Dibus!
- ¡Dibucómics!
- Nexus
- Dolmen
- Esquitx
- Comic Clips 2
- Playboy España
- Diario de Mallorca

### Monográficos
- Tinta sobre papel (autoedición)
- Hacen Fight Force # 1-2
- Aunque tiene rindas ... Y OTRA historias
- Sofía
- Ana
- Victoria
- Haciendo Amigos # 2
- Todo de cabeza, catálogo
- Souvenirs
- Haciendo Amigos # 4
- Works

### DC Comics
- THE JOKER'S Asylum: POISON IVY # 1 (Guion: J.T. Krul. Dibujo y portada: Guillem March)
- BATMAN # 684 (Guion: Dennis O'Neil. Dibujo: Guillem March. Portada: Alex Ross. Segunda portada: Tony Daniel)

- DETECTIVE COMICS # 851 (Guion: Dennis O'Neil. Dibujo y portada: Guillem March. Segunda portada: Tony Daniel)

- Azrael: DEATH'S DARK KNIGHT # 1 (Guion: Fabian Nicieza. Dibujo: Frazer Irving. Portada: Guillem March)

- ORACLE # 1 (Guion: Kevin VanHook. Dibujo: Don Kramer and Jay Leister. Portada: Guillem March)